# Monument aux morts de Phnom Penh
Le Monument aux morts de Phnom Penh est un monument aux morts destiné à honorer les soldats cambodgiens tombés au service de la France pendant la Première Guerre mondiale. Construit en 1925 puis détruit par les Khmers rouges en 1975, il a été restauré en juillet 2023 sous l'égide de Hun Sen, Premier ministre du Cambodge.

## Description

### Structure
Le Monument aux morts de Phnom Penh est un cénotaphe conçu autour d’une structure de base hexagonale et comporte trois niveaux de granit. Il mesure 14,22 mètres de côté et 12,7 mètres de haut. Le premier niveau est planté de fleurs et la sculpture comprend des statues en bronze de soldats français et cambodgiens.

### Style

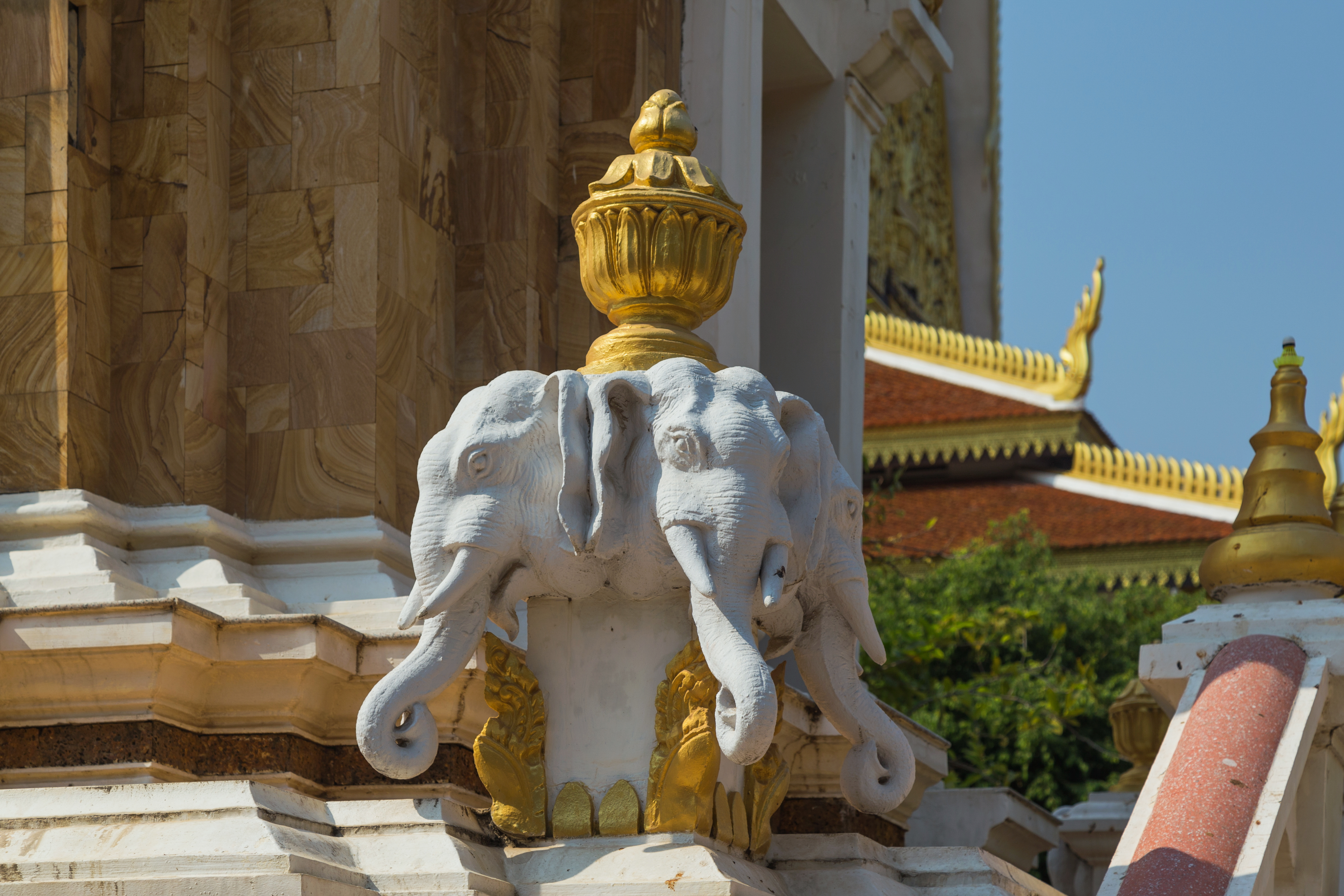
Les quatre éléphants sont un motif récurrents de l'art khmer, comme ici au Wat Botum, une pagode du centre de Phnom Penh.

Comme un monument aux morts voulu « dans le style khmer », le Monument aux morts de Phnom Penh est constitué d'un centre constitué d'un stupa , au sommet duquel figurent deux soldats français et cambodgien. Des quatre coins de la base du dôme émerge des têtes d'éléphants.

## Histoire

### Un marqueur du paysage phnompenhois élevé en 1925

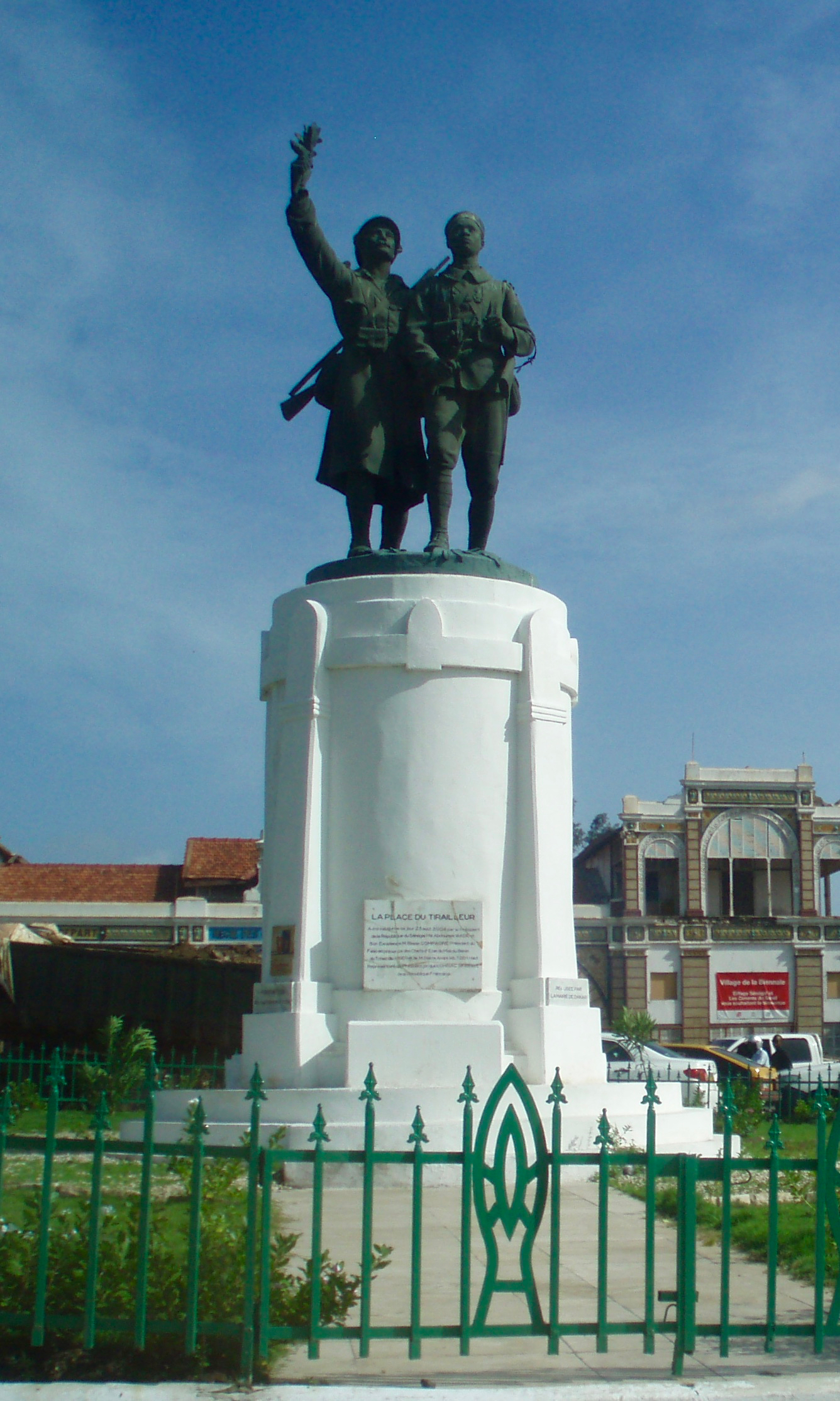
Le Monument aux morts Demba et Dupont (1923), Dakar, place des Tirailleurs africains, sert de premier modèle pour le Monument aux morts de Phnom Penh réalisé en 1925.

Le Monument aux morts de Phnom Penh est inauguré le 1er mars 1925 en présence du Roi Sisowath. Sous le protectorat français du Cambodge, le monument se situait au bout du Boulevard Monivong, en face de l'Ambassade de France, à l'extrême-Nord du quartier européen et colonial. Le monument, conçu par le sculpteur français Paul Ducuing, reprend les plans d'un autre Monument aux morts réalisé en 1923 en hommage à Demba et Dupont et installé à Dakar, place des Tirailleurs africains.
Le momument comportait une liste commune des 33 morts français et des 151 Cambodgiens tombés au combat. Les Cambodgiens lui donnaient  le nom de Roup Pi, la statue double, en allusion au soldat français et au soldat cambodgien commémoré conjointement au sommet du monument.

### Une statue brisée en 1975 et conservée au Musée
Le monument, symbole évident de l'époque coloniale révolue, a été détruit par les Khmers rouges après la chute de Phnom Penh en 1975.
Après la réouverture du Musée national du Cambodge, des vestiges du Monument ainsi que les anciennes cloches de la Cathédrale de Phom Penh elle aussi détruite par la violence des Khmers Rouges y ont été rassemblés. Pendant des décennies, deux de ses éléphants se tenaient ainis à l'entrée du musée et un fragment de ses fresques se trouve dans les jardins du nord. Ces vestiges n'étaient pas repertoriés dans la visite du Musée.

### Restauration en 2023
En vue du 70e anniversaire de l'établissement des relations diplomatiques entre la République française et le Royaume du Cambodge, le premier ministre du Cambodge, Hun Sen, a annoncé son désir de voir ce monument restauré lors d'une conférence conjointe avec le Président de la République française, Emmanuel Macron.

La première pierre du projet a été posée sur le site original de la statue le 25 janvier 2023 par Chea Sophara, vice-premier ministre et ministre de l’Aménagement du territoire, de l’urbanisme et de la construction, et Olivier Becht, délégué au commerce extérieur, à l’attractivité économique et aux Français de l’étranger.

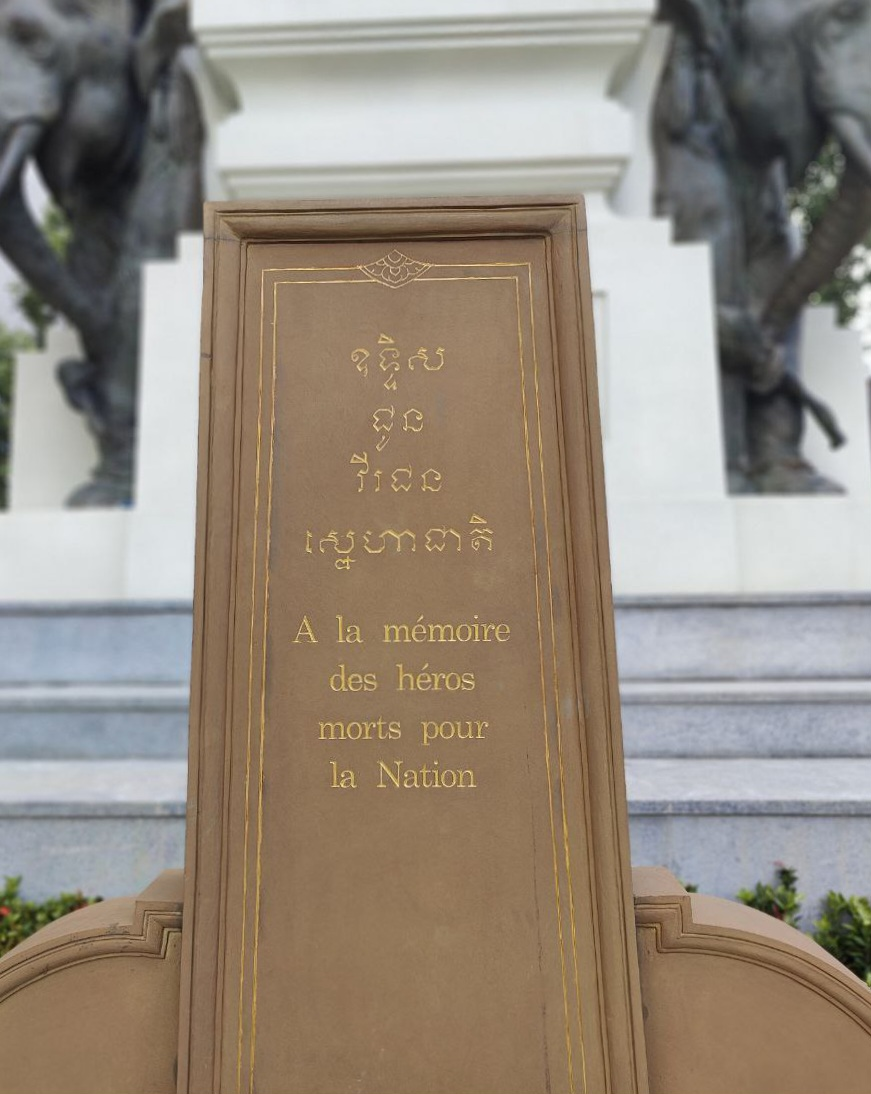
Plaque bilingue
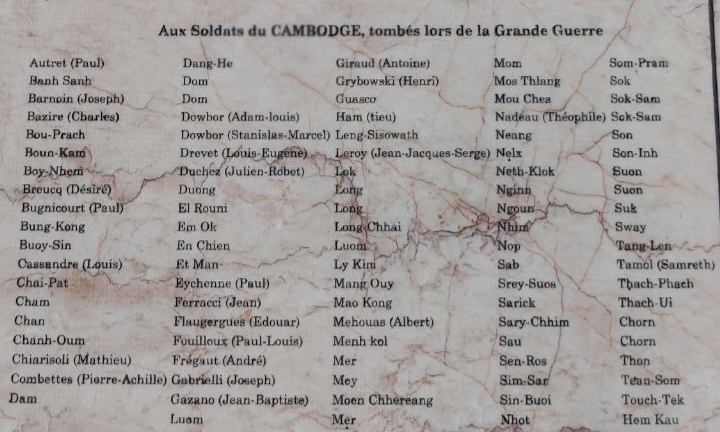
Liste des noms